# Михайленко Валентина Микитівна
Валентина Микитівна Михайленко (до шлюбу Жук, нар. Короп, 1953) — українська письменниця, історик-краєзнавець, авторка дев'яти книг, член НСПУ.

## До життєпису
В Коропі закінчила середню школу. У 1973 — Ніжинське культурно-освітнє училище за фахом бібліотекаря. У 1983 заочно закінчила Київський державний університет культури ім. О. Є. Корнійчука.
Понад двадцять п'ять років віддала бібліотечній роботі. З 1999 по 2006 рік очолювала радіоорганізацію «Коропське районне радіомовлення». Деякий час перебувала на державній службі, а в 2007 році знову повернулась на бібліотечну ниву.
Друкувалася в часописах: «Гарт», «Сім'я», «Чернігівський вісник», «Деснянська правда», «Літературний Чернігів» та інші видання Чернігова та Києва.
Публікувала історико-краєзнавчі розвідки про українського письменника Петра Семеновича Кузьменка (народився в селі Понорниця), про жінку-хіміка Віру Богданівську-Попову (похована в селі Шабалинів) інших відомих людей Коропщини.

## Громадська діяльність
Вона — член Національної спілки журналістів України, НСПУ. У 2002 році організувала при центральній районній бібліотеці творчий клуб «Первоцвіти Коропщини». З 2003 року в газеті «Нові горизонти» редагує літературну сторінку «Сіверяночка».

## Відзнаки
Лауреатка двох фестивалів регіональної преси «Золотий передзвін Придесення» та обласного конкурсу «Жінка року — 2003». її прозовий твір «На лезі радості» відзначений заохочувальною премією шостого Всеукраїнського конкурсу романів, кіносценаріїв та п'єс «Коронація слова».

## Книги
1. Осінній стриптиз: Поезія. Проза. Переклади. Краєзнавство. — Корон, 2000. — 79 с.
2. Миколаївський ярмарок у Коропі: Буклет. -Короп, 2002.
3. По спіралі часу: Вибрані твори. — Чернігів: КП "'Видавництво «Чернігівські обереги», 2002. — 112 с.
4. У лабіринтах трикутника…: Поезія. Проза. -Чернігів: КП "Видавництво «Чернігівські обереги», 2004. −64 с.
5. Коропщина літературна: Літературний альманах / Упорядник В. Михайленко. — Чернігів, 2005. — 75 с.
6. Короп історичний: Популярні нариси. — Ніжин: ТОВ "Видавництво «Аспект-Поліграф», 2006. — 120 с.
7. Острів надії: Поезія. — Ніжин: ТОВ "Видавництво «Аспект-Поліграф», 2006. — 48 с.
8. Короп — європейське містечко / Сіверський інститут регіональних досліджень; Ред. кол.: В. М. Бойко (голова ред.) [та ін.]. — Чернігів: Сіверський центр післядипломної освіти, 2013. — 77 с.
9. Коропщина в іменах: біографічний довідник. — Мена: Домінант, 2015. — 264 с.